# Challenger de Tianjin
EL Tianjin Health Industry Park es un torneo profesional de tenis. Pertenece al ATP Challenger Series. Se juega desde el año 2014 sobre pistas duras, en Tianjin, China.

## Palmarés

### Individuales
| Año  | Campeón     | Finalista             | Resultado     |
| ---- | ----------- | --------------------- | ------------- |
| 2014 | Blaž Kavčič | Alexander Kudryavtsev | 6-2, 3-6, 7-5 |

### Dobles
| Año  | Campeones                  | Finalistas           | Resultado       |
| ---- | -------------------------- | -------------------- | --------------- |
| 2014 | Robin Kern Josselin Ouanna | Jason Jung Evan King | 6-73, 7-5, 10-8 |